# Basilika La Merced (San Miguel de Tucumán)

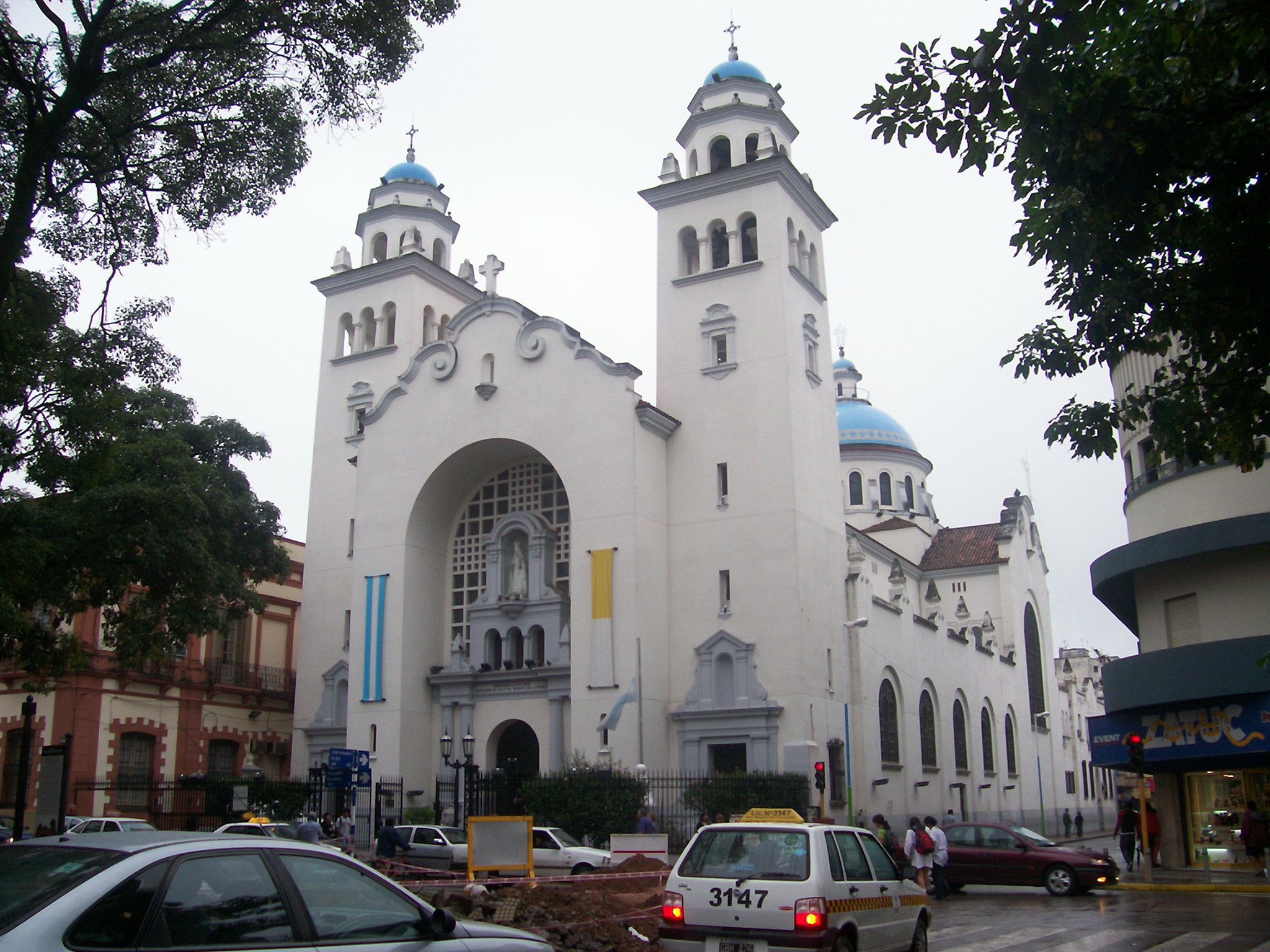
Basilika La Merced

Die Basilika Nuestra Señora de la Merced (deutsch Unsere Liebe Frau der Barmherzigkeit) ist ein römisch-katholisches Kirchengebäude in San Miguel de Tucumán in der argentinischen Provinz Tucumán. Die Pfarrkirche des Erzbistums Tucumán geht auf eine Mercedarierniederlassung zurück und trägt den Titel einer Basilica minor. Die Kirche wurde Mitte des 20. Jahrhunderts errichtet. Die Bedeutung entstammt dem Marienbildnis, das von General Manuel Belgrano als General der argentinischen Armee am 24. September 1812 als Nuestra Señora de la Merced angerufen wurde.

## Geschichte
Der Mercedarier-Orden war seit der Gründung der Stadt im Jahr 1565 in San Miguel de Tucumán präsent und errichtete seine Kirche und sein Kloster in Ibatín (wie die Stadt bei ihrer ersten Gründung hieß). Als die Stadt 1685 an ihren heutigen Standort umzog, erhielten die Mercedarier das Grundstück an der Ecke Virgen de la Merced und 24 de Septiembre, wo das Kloster und die Kirche errichtet wurden.
Die Verehrung des Marienbildnisses der Nuestra Señora de la Merced wurde mit ihrer Ernennung zur Schutzpatronin von Tucumán 1687 gefördert. General Belgrano betete vor dem Bildnis am 24. September 1812 vor der Schlacht von Tucumán, eine der wichtigsten Schlachten im Kampf um die Unabhängigkeit Argentiniens. Etwa 800 argentinische Soldaten unter dem Kommando von General Manuel Belgrano besiegten fast 3000 royalistische Soldaten. Das Bildnis wurde zur Generalin der Armeen des Vaterlandes erklärt.

„Das Vaterland kann sich des vollständigen Sieges seiner Waffen am 24. des laufenden Monats rühmen, dem Tag der Muttergottes der Barmherzigkeit, unter deren Schutz wir uns gestellt haben.“

Im Jahr 1813 wurde die Pfarrei La Victoria auf Antrag von Manuel Belgrano gegründet und erhielt die Kirche Nuestra Señora de La Merced als Sitz. Am 24. September 1943 verlieh der argentinische Präsident, General Pedro Pablo Ramírez, bei seinem Besuch in Tucumán der Madonna die Schärpe und das Band des Generals der argentinischen Armee.
Im Jahr 1834 wurde mit dem Bau einer weiteren Kirche begonnen, die 1845 wieder aufgegeben wurde. Die Arbeiten wurden 1865 wieder aufgenommen und die Kirche wurde 1880 geweiht. Diese Kirche begann bald zu verfallen. Im Jahr 1914 wurde sie teilweise und 1927 vollständig abgerissen.

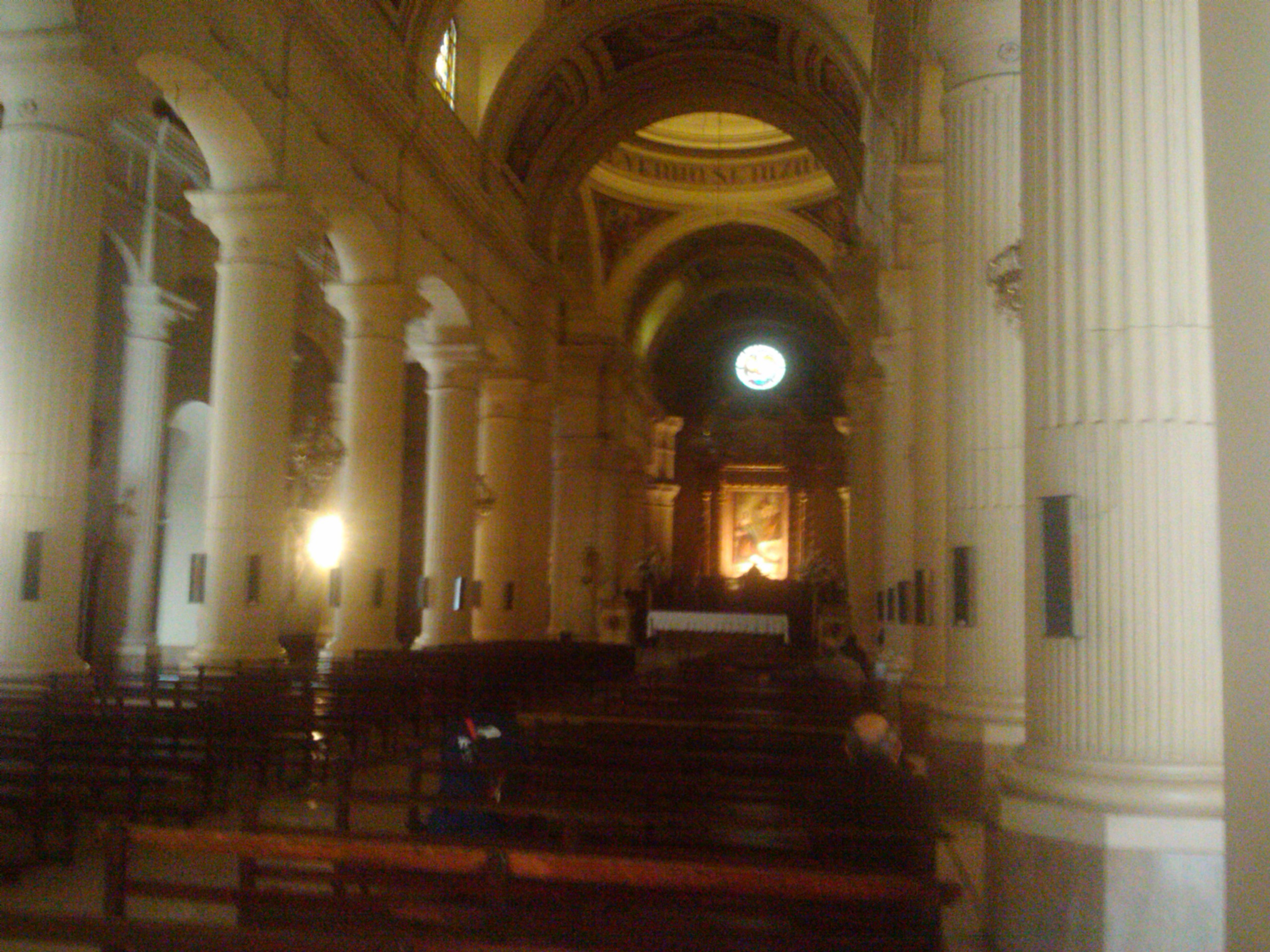
Innenraum

Im Jahr 1947 finanzierten Alfredo Guzmán und seine Frau Guillermina Leston den Bau der heutigen Kirche, die am 24. September 1950 geweiht wurde. Sie wurde auf Guzmáns Wunsch von der Firma Sollazzo Hnos S.A. gebaut, und die Fassade ist das Werk des Architekten Manuel Luis Graña (1916–1991). Die Kirche wurde im neokolonialen Stil als Basilika auf einem kreuzförmigen Grundriss mit einer Vierungskuppel erbaut.
In der Kirche wird neben der Madonna auch der goldgefasste Stab beherbergt, den Manuel Belgrano ihr am Ende der Schlacht von Tucumán überreichte.
Mit Dekret vom 5. August 1957 wurde das Heiligtum der Jungfrau Maria zum Nationalen Historischen Monument erklärt. Am 12. September 1997 erklärte die Nationale Kommission für Denkmäler und historische Stätten die Pfarrei und das Heiligtum Nuestra Señora de La Merced zu einer historischen Stätte. Im Jahr 2009 erhob Papst Benedikt XVI. die Kirche in den Rang einer Basilica minor.